# Stanley Cup playoff 1988
I playoff della Stanley Cup 1988 del campionato NHL 1987-1988 hanno avuto inizio il 6 aprile 1988. Le sedici squadre qualificate per i playoff, otto da ciascuna Conference, hanno giocato una serie di partite al meglio di sette per i quarti di finale, semifinali e finali di Conference. I vincitori delle due Conference hanno disputato una serie di partite al meglio di sette per la conquista della Stanley Cup.
Per la prima volta dal loro trasferimento nel New Jersey i New Jersey Devils riuscirono a qualificarsi per i playoff; nella storia della franchigia fu la seconda partecipazione dopo i playoff del 1978 quando si chiamavano ancora Colorado Rockies. Dall'altra parte invece, nonostante il titolo di capocannoniere vinto, i Pittsburgh Penguins di Mario Lemieux conclusero la stagione regolare all'ultimo posto nella loro division mancando così la qualificazione ai playoff.

## Squadre partecipanti

### Prince of Wales Conference

#### Adams Division
1. Montreal Canadiens - vincitori della Adams Division e della stagione regolare nella Prince of Wales Conference, 103 punti
2. Boston Bruins - 94 punti
3. Buffalo Sabres - 85 punti
4. Hartford Whalers - 77 punti

#### Patrick Division
1. New York Islanders - vincitori della Patrick Division, 88 punti
2. Philadelphia Flyers - 85 punti
3. Washington Capitals - 85 punti
4. New Jersey Devils - 82 punti

### Clarence S. Campbell Conference

#### Norris Division
1. Detroit Red Wings - vincitori della Norris Division, 80 punti
2. St. Louis Blues - 76 punti
3. Chicago Blackhawks - 69 punti
4. Toronto Maple Leafs - 52 punti

#### Smythe Division
1. Calgary Flames - vincitori della Smythe Division, della stagione regolare nella Clarence S. Campbell Conference e del Presidents' Trophy, 105 punti
2. Edmonton Oilers - 99 punti
3. Winnipeg Jets - 77 punti
4. Los Angeles Kings - 68 punti

### Tabellone
Nel primo turno la squadra con il ranking più alto di ciascuna Division si sfida con quella dal posizionamento più basso seguendo lo schema 1-4 e 2-3, usufruendo anche del vantaggio del fattore campo. Il secondo turno determina la vincente divisionale, mentre il terzo vede affrontarsi le squadre vincenti delle Division della stessa Conference per accedere alla finale di Stanley Cup. Il fattore campo osservato nelle finali di conference e in finale di Stanley Cup fu determinato dai punti ottenuti in stagione regolare. Ciascuna serie, al meglio delle sette gare, seguì il formato 2–2–1–1–1: la squadra migliore in stagione regolare avrebbe disputato in casa Gara-1 e 2, (se necessario anche Gara-5 e 7), mentre quella posizionata peggio avrebbe giocato nel proprio palazzetto Gara-3 e 4 (se necessario anche Gara-6).
|  | Semifinali Division | Semifinali Division | Semifinali Division |                   |    | Finali Division     | Finali Division | Finali Division |  |  | Finali Conference | Finali Conference | Finali Conference |  |  | Finale Stanley Cup | Finale Stanley Cup | Finale Stanley Cup |  |
|  |                     |                     |                     |                   |    |                     |                 |                 |  |  |                   |                   |                   |  |  |                    |                    |                    |  |
|  | A1                  | Montreal Canadiens  | 4                   |                   |    |                     |                 |                 |  |  |                   |                   |                   |  |  |                    |                    |                    |  |
|  | A1                  | Montreal Canadiens  | 4                   |                   |    |                     |                 |                 |  |  |                   |                   |                   |  |  |                    |                    |                    |  |
|  | A4                  | Hartford Whalers    | 2                   |                   |    |                     |                 |                 |  |  |                   |                   |                   |  |  |                    |                    |                    |  |
|  | A4                  | Hartford Whalers    | 2                   |                   | A1 | Montreal Canadiens  | 1               |                 |  |  |                   |                   |                   |  |  |                    |                    |                    |  |
|  |                     |                     |                     |                   | A1 | Montreal Canadiens  | 1               |                 |  |  |                   |                   |                   |  |  |                    |                    |                    |  |
|  |                     |                     | A2                  | Boston Bruins     | 4  |                     |                 |                 |  |  |                   |                   |                   |  |  |                    |                    |                    |  |
|  | A2                  | Boston Bruins       | A2                  | Boston Bruins     | 4  | 4                   |                 |                 |  |  |                   |                   |                   |  |  |                    |                    |                    |  |
|  | A2                  | Boston Bruins       |                     |                   |    |                     |                 |                 |  |  |                   |                   |                   |  |  |                    |                    |                    |  |
|  | A3                  | Buffalo Sabres      | 2                   |                   |    |                     |                 |                 |  |  |                   |                   |                   |  |  |                    |                    |                    |  |
|  | A3                  | Buffalo Sabres      | 2                   |                   | A2 | Boston Bruins       | 4               |                 |  |  |                   |                   |                   |  |  |                    |                    |                    |  |
|  |                     |                     |                     |                   |    |                     |                 |                 |  |  |                   |                   |                   |  |  |                    |                    |                    |  |
|  |                     |                     | P4                  | New Jersey Devils | 3  |                     |                 |                 |  |  |                   |                   |                   |  |  |                    |                    |                    |  |
|  | P1                  | New York Islanders  | P4                  | New Jersey Devils | 3  | 2                   |                 |                 |  |  |                   |                   |                   |  |  |                    |                    |                    |  |
|  | P1                  | New York Islanders  |                     |                   |    |                     |                 |                 |  |  |                   |                   |                   |  |  |                    |                    |                    |  |
|  | P4                  | New Jersey Devils   | 4                   |                   |    |                     |                 |                 |  |  |                   |                   |                   |  |  |                    |                    |                    |  |
|  | P4                  | New Jersey Devils   | 4                   |                   | P2 | Washington Capitals | 3               |                 |  |  |                   |                   |                   |  |  |                    |                    |                    |  |
|  |                     |                     |                     |                   | P2 | Washington Capitals | 3               |                 |  |  |                   |                   |                   |  |  |                    |                    |                    |  |
|  |                     |                     | P4                  | New Jersey Devils | 4  |                     |                 |                 |  |  |                   |                   |                   |  |  |                    |                    |                    |  |
|  | P2                  | Washington Capitals | P4                  | New Jersey Devils | 4  | 4                   |                 |                 |  |  |                   |                   |                   |  |  |                    |                    |                    |  |
|  | P2                  | Washington Capitals |                     |                   |    |                     |                 |                 |  |  |                   |                   |                   |  |  |                    |                    |                    |  |
|  | P3                  | Philadelphia Flyers | 3                   |                   |    |                     |                 |                 |  |  |                   |                   |                   |  |  |                    |                    |                    |  |
|  | P3                  | Philadelphia Flyers | 3                   |                   | A2 | Boston Bruins       | 0               |                 |  |  |                   |                   |                   |  |  |                    |                    |                    |  |
|  |                     |                     |                     |                   |    |                     |                 |                 |  |  |                   |                   |                   |  |  |                    |                    |                    |  |
|  |                     |                     | S2                  | Edmonton Oilers   | 4  |                     |                 |                 |  |  |                   |                   |                   |  |  |                    |                    |                    |  |
|  | N1                  | Detroit Red Wings   | S2                  | Edmonton Oilers   | 4  | 4                   |                 |                 |  |  |                   |                   |                   |  |  |                    |                    |                    |  |
|  | N1                  | Detroit Red Wings   |                     |                   |    |                     |                 |                 |  |  |                   |                   |                   |  |  |                    |                    |                    |  |
|  | N4                  | Toronto Maple Leafs | 2                   |                   |    |                     |                 |                 |  |  |                   |                   |                   |  |  |                    |                    |                    |  |
|  | N4                  | Toronto Maple Leafs | 2                   |                   | N1 | Detroit Red Wings   | 4               |                 |  |  |                   |                   |                   |  |  |                    |                    |                    |  |
|  |                     |                     |                     |                   | N1 | Detroit Red Wings   | 4               |                 |  |  |                   |                   |                   |  |  |                    |                    |                    |  |
|  |                     |                     | N2                  | St. Louis Blues   | 1  |                     |                 |                 |  |  |                   |                   |                   |  |  |                    |                    |                    |  |
|  | N2                  | St. Louis Blues     | N2                  | St. Louis Blues   | 1  | 4                   |                 |                 |  |  |                   |                   |                   |  |  |                    |                    |                    |  |
|  | N2                  | St. Louis Blues     |                     |                   |    |                     |                 |                 |  |  |                   |                   |                   |  |  |                    |                    |                    |  |
|  | N3                  | Chicago Blackhawks  | 1                   |                   |    |                     |                 |                 |  |  |                   |                   |                   |  |  |                    |                    |                    |  |
|  | N3                  | Chicago Blackhawks  | 1                   |                   | N1 | Detroit Red Wings   | 1               |                 |  |  |                   |                   |                   |  |  |                    |                    |                    |  |
|  |                     |                     |                     |                   |    |                     |                 |                 |  |  |                   |                   |                   |  |  |                    |                    |                    |  |
|  |                     |                     | S2                  | Edmonton Oilers   | 4  |                     |                 |                 |  |  |                   |                   |                   |  |  |                    |                    |                    |  |
|  | S1                  | Calgary Flames      | S2                  | Edmonton Oilers   | 4  | 4                   |                 |                 |  |  |                   |                   |                   |  |  |                    |                    |                    |  |
|  | S1                  | Calgary Flames      |                     |                   |    |                     |                 |                 |  |  |                   |                   |                   |  |  |                    |                    |                    |  |
|  | S4                  | Los Angeles King    | 1                   |                   |    |                     |                 |                 |  |  |                   |                   |                   |  |  |                    |                    |                    |  |
|  | S4                  | Los Angeles King    | 1                   |                   | S1 | Calgary Flames      | 0               |                 |  |  |                   |                   |                   |  |  |                    |                    |                    |  |
|  |                     |                     |                     |                   | S1 | Calgary Flames      | 0               |                 |  |  |                   |                   |                   |  |  |                    |                    |                    |  |
|  |                     |                     | S2                  | Edmonton Oilers   | 4  |                     |                 |                 |  |  |                   |                   |                   |  |  |                    |                    |                    |  |
|  | S2                  | Edmonton Oilers     | S2                  | Edmonton Oilers   | 4  | 4                   |                 |                 |  |  |                   |                   |                   |  |  |                    |                    |                    |  |
|  | S2                  | Edmonton Oilers     |                     |                   |    |                     |                 |                 |  |  |                   |                   |                   |  |  |                    |                    |                    |  |
|  | S3                  | Winnipeg Jets       | 1                   |                   |    |                     |                 |                 |  |  |                   |                   |                   |  |  |                    |                    |                    |  |

## Prince of Wales Conference

### Semifinali di Division

#### Montreal - Hartford
| Montréal 6 aprile 1988 | Hartford Whalers | 3 – 4 (1-0; 0-2; 2-2) referto | Montreal Canadiens | Forum de Montréal (16.523 spett.) |

| Montréal 7 aprile 1988 | Hartford Whalers | 3 – 7 (2-2; 1-2; 0-3) referto | Montreal Canadiens | Forum de Montréal (16.640 spett.) |

| Hartford 9 aprile 1988 | Montreal Canadiens | 4 – 3 (1-1; 3-1; 0-1) referto | Hartford Whalers | Hartford Civic Center (15.223 spett.) |

| Hartford 10 aprile 1988 | Montreal Canadiens | 5 – 7 (1-2; 1-0; 3-5) referto | Hartford Whalers | Hartford Civic Center (15.061 spett.) |

| Montréal 12 aprile 1988 | Hartford Whalers | 3 – 1 (1-0; 1-1; 1-0) referto | Montreal Canadiens | Forum de Montréal (16.687 spett.) |

| Hartford 14 aprile 1988 | Montreal Canadiens | 2 – 1 (2-0; 0-1; 0-0) referto | Hartford Whalers | Hartford Civic Center (15.223 spett.) |

#### Boston - Buffalo
| Boston 6 aprile 1988 | Buffalo Sabres | 3 – 7 (1-1; 1-3; 1-3) referto | Boston Bruins | Boston Garden (13.740 spett.) |

| Boston 7 aprile 1988 | Buffalo Sabres | 1 – 4 (0-1; 0-1; 1-2) referto | Boston Bruins | Boston Garden (14.451 spett.) |

| Buffalo 9 aprile 1988 | Boston Bruins | 2 – 6 (1-1; 1-3; 0-2) referto | Buffalo Sabres | Buffalo Memorial Auditorium (16.433 spett.) |

| Buffalo 10 aprile 1988 | Boston Bruins | 5 – 6 (d.t.s.) (1-1; 1-1; 3-3) referto | Buffalo Sabres | Buffalo Memorial Auditorium (16.433 spett.) |

| Boston 12 aprile 1988 | Buffalo Sabres | 4 – 5 (2-0; 0-2; 3-2) referto | Boston Bruins | Boston Garden (14.451 spett.) |

| Buffalo 14 aprile 1988 | Boston Bruins | 5 – 2 (3-0; 1-1; 1-1) referto | Buffalo Sabres | Buffalo Memorial Auditorium (16.433 spett.) |

#### NY Islanders - New Jersey
| Uniondale 6 aprile 1988 | New Jersey Devils | 3 – 4 (0-1; 1-1; 2-1) referto | New York Islanders | Nassau Coliseum (15.310 spett.) |

| Uniondale 7 aprile 1988 | New Jersey Devils | 3 – 2 (0-0; 2-1; 1-1) referto | New York Islanders | Nassau Coliseum (15.163 spett.) |

| East Rutherford 9 aprile 1988 | New York Islanders | 0 – 3 (0-0; 0-2; 0-1) referto | New Jersey Devils | Brendan Byrne Arena (19.040 spett.) |

| East Rutherford 10 aprile 1988 | New York Islanders | 5 – 4 (d.t.s.) (0-2; 1-1; 3-1) referto | New Jersey Devils | Brendan Byrne Arena (19.096 spett.) |

| Uniondale 12 aprile 1988 | New Jersey Devils | 4 – 2 (1-1; 3-1; 0-0) referto | New York Islanders | Nassau Coliseum (16.297 spett.) |

| East Rutherford 14 aprile 1988 | New York Islanders | 5 – 6 (0-2; 1-3; 4-1) referto | New Jersey Devils | Brendan Byrne Arena (19.096 spett.) |

#### Washington - Philadelphia
| Landover 6 aprile 1988 | Philadelphia Flyers | 4 – 2 (1-0; 1-1; 2-1) referto | Washington Capitals | Capital Centre (16.667 spett.) |

| Landover 7 aprile 1988 | Philadelphia Flyers | 4 – 5 (2-2; 1-2; 1-1) referto | Washington Capitals | Capital Centre (17.339 spett.) |

| Filadelfia 9 aprile 1988 | Washington Capitals | 3 – 4 (2-1; 1-3; 0-0) referto | Philadelphia Flyers | The Spectrum (17.426 spett.) |

| Filadelfia 10 aprile 1988 | Washington Capitals | 4 – 5 (d.t.s.) (2-1; 0-0; 2-3) referto | Philadelphia Flyers | The Spectrum (17.423 spett.) |

| Landover 12 aprile 1988 | Philadelphia Flyers | 2 – 5 (1-2; 1-3; 0-0) referto | Washington Capitals | Capital Centre (17.409 spett.) |

| Filadelfia 14 aprile 1988 | Washington Capitals | 7 – 2 (1-0; 4-2; 2-0) referto | Philadelphia Flyers | The Spectrum (17.423 spett.) |

| Landover 16 aprile 1988 | Philadelphia Flyers | 4 – 5 (d.t.s.) (1-0; 2-3; 1-1) referto | Washington Capitals | Capital Centre (18.130 spett.) |

### Finali di Division

#### Montreal - Boston
| Montréal 18 aprile 1988 | Boston Bruins | 2 – 5 (0-2; 1-2; 1-1) referto | Montreal Canadiens | Forum de Montréal (17.513 spett.) |

| Montréal 20 aprile 1988 | Boston Bruins | 4 – 3 (0-0; 2-0; 2-3) referto | Montreal Canadiens | Forum de Montréal (17.828 spett.) |

| Boston 22 aprile 1988 | Montreal Canadiens | 1 – 3 (0-1; 0-1; 1-1) referto | Boston Bruins | Boston Garden (14.451 spett.) |

| Boston 24 aprile 1988 | Montreal Canadiens | 0 – 2 (0-0; 0-1; 0-1) referto | Boston Bruins | Boston Garden (14.451 spett.) |

| Montréal 26 aprile 1988 | Boston Bruins | 4 – 1 (2-0; 1-1; 1-0) referto | Montreal Canadiens | Forum de Montréal (18.094 spett.) |

#### Washington - New Jersey
| Landover 18 aprile 1988 | New Jersey Devils | 1 – 3 (0-1; 0-2; 1-0) referto | Washington Capitals | Capital Centre (16.710 spett.) |

| Landover 20 aprile 1988 | New Jersey Devils | 5 – 2 (1-1; 3-1; 1-0) referto | Washington Capitals | Capital Centre (18.130 spett.) |

| East Rutherford 22 aprile 1988 | Washington Capitals | 4 – 10 (1-2; 3-5; 0-3) referto | New Jersey Devils | Brendan Byrne Arena (19.096 spett.) |

| East Rutherford 24 aprile 1988 | Washington Capitals | 4 – 1 (2-1; 1-0; 1-0) referto | New Jersey Devils | Brendan Byrne Arena (19.096 spett.) |

| Landover 26 aprile 1988 | New Jersey Devils | 3 – 1 (1-0; 1-0; 1-1) referto | Washington Capitals | Capital Centre (18.130 spett.) |

| East Rutherford 28 aprile 1988 | Washington Capitals | 2 – 7 (1-3; 0-2; 1-2) referto | New Jersey Devils | Brendan Byrne Arena (19.096 spett.) |

| Landover 30 aprile 1988 | New Jersey Devils | 3 – 2 (2-0; 0-2; 1-0) referto | Washington Capitals | Capital Centre (18.130 spett.) |

### Finale di Conference

#### Boston - New Jersey
| Boston 2 maggio 1988 | New Jersey Devils | 3 – 5 (0-1; 2-2; 1-2) referto | Boston Bruins | Boston Garden (14.451 spett.) |

| Boston 4 maggio 1988 | New Jersey Devils | 3 – 2 (d.t.s.) (2-1; 0-0; 0-1) referto | Boston Bruins | Boston Garden (14.451 spett.) |

| East Rutherford 6 maggio 1988 | Boston Bruins | 6 – 1 (0-0; 5-1; 1-0) referto | New Jersey Devils | Brendan Byrne Arena (19.096 spett.) |

| East Rutherford 8 maggio 1988 | Boston Bruins | 1 – 3 (1-2; 1-0; 0-1) referto | New Jersey Devils | Brendan Byrne Arena (19.096 spett.) |

| Boston 10 maggio 1988 | New Jersey Devils | 1 – 7 (1-2; 0-2; 0-3) referto | Boston Bruins | Boston Garden (14.451 spett.) |

| East Rutherford 12 maggio 1988 | Boston Bruins | 3 – 6 (1-2; 2-2; 0-2) referto | New Jersey Devils | Brendan Byrne Arena (19.096 spett.) |

| Boston 14 maggio 1988 | New Jersey Devils | 2 – 6 (0-2; 1-1; 1-3) referto | Boston Bruins | Boston Garden (14.451 spett.) |

## Clarence S. Campbell Conference

### Semifinali di Division

#### Detroit - Toronto
| Detroit 6 aprile 1988 | Toronto Maple Leafs | 6 – 2 (2-0; 0-1; 4-1) referto | Detroit Red Wings | Joe Louis Arena (19.483 spett.) |

| Detroit 7 aprile 1988 | Toronto Maple Leafs | 2 – 6 (2-4; 0-1; 0-1) referto | Detroit Red Wings | Joe Louis Arena (19.468 spett.) |

| Toronto 9 aprile 1988 | Detroit Red Wings | 6 – 3 (2-1; 4-1; 0-1) referto | Toronto Maple Leafs | Maple Leaf Gardens (16.382 spett.) |

| Toronto 10 aprile 1988 | Detroit Red Wings | 8 – 0 (2-0; 3-0; 2-0) referto | Toronto Maple Leafs | Maple Leaf Gardens (16.382 spett.) |

| Detroit 12 aprile 1988 | Toronto Maple Leafs | 6 – 5 (d.t.s.) (2-2; 3-2; 0-1) referto | Detroit Red Wings | Joe Louis Arena (19.873 spett.) |

| Toronto 14 aprile 1988 | Detroit Red Wings | 5 – 3 (2-1; 1-0; 2-2) referto | Toronto Maple Leafs | Maple Leaf Gardens (15.668 spett.) |

#### St. Louis - Chicago
| St. Louis 6 aprile 1988 | Chicago Blackhawks | 1 – 4 (0-1; 0-1; 1-2) referto | St. Louis Blues | St. Louis Arena (12.279 spett.) |

| St. Louis 7 aprile 1988 | Chicago Blackhawks | 2 – 3 (1-2; 1-0; 0-1) referto | St. Louis Blues | St. Louis Arena (13.185 spett.) |

| Chicago 9 aprile 1988 | St. Louis Blues | 3 – 6 (0-3; 2-2; 1-1) referto | Chicago Blackhawks | Chicago Stadium (15.764 spett.) |

| Chicago 10 aprile 1988 | St. Louis Blues | 6 – 5 (1-2; 3-2; 2-1) referto | Chicago Blackhawks | Chicago Stadium (15.207 spett.) |

| St. Louis 12 aprile 1988 | Chicago Blackhawks | 3 – 5 (1-3; 2-0; 0-2) referto | St. Louis Blues | St. Louis Arena (14.887 spett.) |

#### Calgary - Los Angeles
| Calgary 6 aprile 1988 | Los Angeles Kings | 2 – 9 (0-4; 2-2; 0-3) referto | Calgary Flames | Olympic Saddledome (19.440 spett.) |

| Calgary 7 aprile 1988 | Los Angeles Kings | 4 – 6 (1-2; 2-2; 1-2) referto | Calgary Flames | Olympic Saddledome (19.131 spett.) |

| Los Angeles 9 aprile 1988 | Calgary Flames | 2 – 5 (1-1; 0-2; 1-2) referto | Los Angeles Kings | The Forum (16.005 spett.) |

| Los Angeles 10 aprile 1988 | Calgary Flames | 7 – 3 (3-2; 2-1; 2-0) referto | Los Angeles Kings | The Forum (13.850 spett.) |

| Calgary 12 aprile 1988 | Los Angeles Kings | 4 – 6 (1-2; 1-1; 2-3) referto | Calgary Flames | Olympic Saddledome (19.626 spett.) |

#### Edmonton - Winnipeg
| Edmonton 6 aprile 1988 | Winnipeg Jets | 4 – 7 (1-1; 1-0; 2-6) referto | Edmonton Oilers | Northlands Coliseum (17.054 spett.) |

| Edmonton 7 aprile 1988 | Winnipeg Jets | 2 – 3 (0-1; 2-1; 0-1) referto | Edmonton Oilers | Northlands Coliseum (16.843 spett.) |

| Winnipeg 9 aprile 1988 | Edmonton Oilers | 4 – 6 (0-3; 4-2; 0-1) referto | Winnipeg Jets | Winnipeg Arena (12.813 spett.) |

| Winnipeg 10 aprile 1988 | Edmonton Oilers | 5 – 3 (0-2; 3-1; 2-0) referto | Winnipeg Jets | Winnipeg Arena (12.491 spett.) |

| Edmonton 12 aprile 1988 | Winnipeg Jets | 2 – 6 (0-2; 2-3; 0-1) referto | Edmonton Oilers | Northlands Coliseum (16.829 spett.) |

### Finali di Division

#### Detroit - St. Louis
| Detroit 19 aprile 1988 | St. Louis Blues | 4 – 5 (2-2; 0-1; 2-2) referto | Detroit Red Wings | Joe Louis Arena (19.572 spett.) |

| Detroit 21 aprile 1988 | St. Louis Blues | 0 – 6 (0-3; 0-1; 0-2) referto | Detroit Red Wings | Joe Louis Arena (19.779 spett.) |

| St. Louis 23 aprile 1988 | Detroit Red Wings | 3 – 6 (2-1; 0-3; 1-2) referto | St. Louis Blues | St. Louis Arena (17.375 spett.) |

| St. Louis 25 aprile 1988 | Detroit Red Wings | 3 – 1 (2-0; 0-1; 1-0) referto | St. Louis Blues | St. Louis Arena (15.385 spett.) |

| Detroit 27 aprile 1988 | St. Louis Blues | 3 – 4 (0-1; 2-1; 1-2) referto | Detroit Red Wings | Joe Louis Arena (19.873 spett.) |

#### Calgary - Edmonton
| Calgary 19 aprile 1988 | Edmonton Oilers | 3 – 1 (1-1; 0-0; 2-0) referto | Calgary Flames | Olympic Saddledome (19.626 spett.) |

| Calgary 21 aprile 1988 | Edmonton Oilers | 5 – 4 (d.t.s.) (1-2; 2-1; 1-1) referto | Calgary Flames | Olympic Saddledome (19.626 spett.) |

| Edmonton 23 aprile 1988 | Calgary Flames | 2 – 4 (1-1; 0-2; 1-1) referto | Edmonton Oilers | Northlands Coliseum (17.502 spett.) |

| Edmonton 25 aprile 1988 | Calgary Flames | 4 – 6 (0-2; 3-3; 1-1) referto | Edmonton Oilers | Northlands Coliseum (17.502 spett.) |

### Finale di Conference

#### Edmonton - Detroit
| Edmonton 3 maggio 1988 | Detroit Red Wings | 1 – 4 (0-1; 1-2; 0-1) referto | Edmonton Oilers | Northlands Coliseum (17.478 spett.) |

| Edmonton 5 maggio 1988 | Detroit Red Wings | 3 – 5 (1-0; 2-1; 0-4) referto | Edmonton Oilers | Northlands Coliseum (17.502 spett.) |

| Detroit 7 maggio 1988 | Edmonton Oilers | 2 – 5 (1-1; 0-2; 1-2) referto | Detroit Red Wings | Joe Louis Arena (19.873 spett.) |

| Detroit 9 maggio 1988 | Edmonton Oilers | 4 – 3 (d.t.s.) (1-1; 2-1; 0-1) referto | Detroit Red Wings | Joe Louis Arena (19.873 spett.) |

| Edmonton 11 maggio 1988 | Detroit Red Wings | 4 – 8 (1-2; 1-4; 2-2) referto | Edmonton Oilers | Northlands Coliseum (17.319 spett.) |

## Finale Stanley Cup
La finale della Stanley Cup 1988 è stata una serie al meglio delle sette gare che ha determinato il campione della National Hockey League per la stagione 1987-88. Gli Edmonton Oilers hanno sconfitto i Boston Bruins in quattro partite e si sono aggiudicati la Stanley Cup per la quarta volta nella loro storia.

## Statistiche

### Classifica marcatori
La seguente lista elenca i migliori marcatori al termine dei playoff.

| Giocatore        | Squadra           | PG | G  | A  | Pt | +/- | MP |
| ---------------- | ----------------- | -- | -- | -- | -- | --- | -- |
| Wayne Gretzky    | Edmonton Oilers   | 19 | 12 | 31 | 43 | +9  | 16 |
| Mark Messier     | Edmonton Oilers   | 19 | 11 | 23 | 34 | +9  | 29 |
| Jari Kurri       | Edmonton Oilers   | 19 | 14 | 17 | 31 | +15 | 12 |
| Esa Tikkanen     | Edmonton Oilers   | 19 | 10 | 17 | 27 | +2  | 72 |
| Ken Linseman     | Boston Bruins     | 23 | 11 | 14 | 25 | +4  | 56 |
| Glenn Anderson   | Edmonton Oilers   | 19 | 9  | 16 | 25 | +5  | 49 |
| Bob Probert      | Detroit Red Wings | 16 | 8  | 13 | 21 | +8  | 51 |
| Ray Bourque      | Boston Bruins     | 23 | 3  | 18 | 21 | +16 | 26 |
| Adam Oates       | Detroit Red Wings | 16 | 8  | 12 | 20 | -2  | 6  |
| Patrik Sundström | New Jersey Devils | 18 | 7  | 13 | 20 | +7  | 14 |

### Classifica portieri
Questa è una tabella che combina i cinque migliori portieri dei playoff per media di gol subiti a gara con i cinque migliori portieri per percentuale di parate, con almeno quattro partite disputate. La tabella è ordinata per la media gol subiti, e i criteri di inclusione sono in grassetto.

| Giocatore      | Squadra             | PG | Min     | V  | S | OTS | TC  | GS | SO | Sv%  | MGS  |
| -------------- | ------------------- | -- | ------- | -- | - | --- | --- | -- | -- | ---- | ---- |
| Réjean Lemelin | Boston Bruins       | 17 | 1024:27 | 11 | 6 | 2   | 428 | 45 | 1  | .895 | 2.64 |
| Grant Fuhr     | Edmonton Oilers     | 19 | 1135:37 | 16 | 2 | 0   | 470 | 55 | 0  | .883 | 2.90 |
| Glen Hanlon    | Detroit Red Wings   | 8  | 430:37  | 4  | 3 | 1   | 170 | 22 | 1  | .871 | 3.06 |
| Pete Peeters   | Washington Capitals | 12 | 652:49  | 7  | 5 | 0   | 325 | 34 | 0  | .895 | 3.12 |
| Robert Sauvé   | New Jersey Devils   | 5  | 236:24  | 2  | 1 | 0   | 118 | 13 | 0  | .890 | 3.31 |
| Patrick Roy    | Montreal Canadiens  | 8  | 428:57  | 3  | 4 | 0   | 217 | 24 | 0  | .889 | 3.36 |
| Sean Burke     | New Jersey Devils   | 17 | 998:50  | 9  | 8 | 2   | 514 | 57 | 1  | .889 | 3.42 |